# Conistra nigroliturata
Conistra nigroliturata là một loài bướm đêm trong họ Noctuidae.